# ナイトライター
『ナイトライター』は、2000年1月28日に株式会社アクアプラスのアダルドブランドLeafより発売されたWindows用アダルトゲーム『猪名川でいこう!!』内に収録されているタイピングゲームである。

## 概要
主人公・城戸芳晴(名前は変更可能)と、守護天使・コリンがある陰謀の為に、町に巣食う魔物を封印していくという基本ストーリーの下、タイピングゲームの間に挟まれたストーリーパートで、徐々に事の真相が明らかになっていく。
このゲームには、町に巣食う魔物として、同社の処女作である麻雀ゲーム『DR2ナイト雀鬼』のキャラクター達が登場し、基本的に性格などの設定もそのまま反映されているが、同作との話の関連はない。また、ヴィジュアルも基本設定は受け継ぎつつも、かなり変更されている。

## ストーリー
代々エクソシストを務める由緒ある家に生まれながら、エリート扱いされるのが嫌で、家を出て一人暮らしをしていた主人公・城戸芳晴の前に、退魔の相棒であった天使・コリンが訪ねてくる。彼女がいうには、芳晴の暮らす町に、指名手配中の極悪な魔物がおり、人々の生活を脅かしているという。
芳晴はコリンの話の裏になにかがある事に気づきながらも、目の前の悪は放っておけない性格から、コリンとコンビを結成し、魔物を祓う事となった。

## システム
ストーリーモード
ストーリーパート
芳晴とコリンの会話を中心に、物語が進んでいく。
前作のようなRPG要素はなく、基本的に一本のシナリオに沿って物語は進行する。
タイピングパート
実際に魔物と対戦するパート。勝負の直前にセーブが可能
回を増すごとに難易度が上がっていくのはもちろん、最初の対戦直前に「Normal」「Hard」「Very Hard」「Super Hard」の四段階から敵の強さ(ランクの初期値)を選べる。
また連続して攻撃に成功すると、ランクが、"Rank C"→"Rank C+"→"Rank C++"→"RankB"…と上がっていき、魔物からの攻撃のダメージや、タイプの制限時間がシビアになる。
逆に、連続して攻撃される(制限時間をオーバー)するとランクが1段階ずつダウンする。
他にも魔物との対戦に負けると、最大6段階ランクが下がる。
魔物を倒すと、アイテムを購入する為の賞金が、対戦成績に応じて入手でき、ランダムに魔物からアイテムも押収できる。
逆に魔物に倒されると、前述のようにレベルがさがり、その魔物との対戦が最初からやりなおしになるが、賞金もわずかながら入手でき、ペナルティもないため、特に気にせずプレイできる。
各回の戦績(レベル)と、敗戦回数、アイテム使用個数はカウントされ、クリア時に纏めて表示される。
アイテムパート
タイピングパートで得られる賞金などで戦闘補助のアイテムを購入できる。
このパートの間はいつでもセーブ可能。
プラクティスモード
ストーリーモードで戦うキャラクター達とフリー対戦ができる。
このモードでは連続攻撃・連続被ダメージによるレベルの変動がなく、
それぞれのキャラクターとの対戦の直前に、任意で選べるレベルに固定されている。
CGモード
ストーリーモードでみたCGを再度閲覧出来る。
ここで閲覧できるCGは全4種5枚。

## 登場人物
名前横の()内はプラクティスモードやタイピングパートでのレベルを表す。

### メインキャラクター
城戸芳晴
この物語の主人公。 エクソシストの家系に生まれ、かつてはコリンとコンビを組んで、魔を祓っていた。
しかし、ここ1年ほどは実家を出て一人暮らしをしており、家業には携わらず、CDショップ「サウンド・ゼロ 東店」でアルバイトをしている。
1年のブランクがあるとはいえ、難しい対魔物用の攻撃呪文を澱みなく詠唱出来る、ダメージを軽減するシールドを張れるなど祓魔力は高い。
また、魔力に対する抵抗力も高く、上級天使の精神操作も自力で解けるほど。
ただし、情にほだされやすい性格で、その点はエクソシストとして相応しくないとコリンやユンナから評されている。
なお、プロテスタントである。
コリン (LEVEL7)
自称、愛と正義の聖天使。天界より地上派遣されてから、芳晴とは10年来の付き合いで、かつては芳晴の相棒として退魔に当っていた。
フレームに特徴のあるオレンジ色のサングラスがトレードマーク。天使っぽくない軽いノリで芳晴と掛け合いを演じる。
今回の騒動は上司格のユンナが、彼女の成績不良によるクビの決定を伝達したことから始まり、。
さらにユンナが決定を覆す手段として、魔物を封じて大きくポイントを稼ぎ上申するという方法を教えたことから、コリンはかつての相棒であった芳晴を上手く騙してその片棒を担がせ、魔物封印に向かうが・・・
なお、プラクティスモードではある方法で他のキャラと同様対戦することが出来る。この対戦でのコリンは全てのレベルの問題をランダムに出題してくる。
ユンナ (LEVEL7)
コリンの親友の天使。コリンの上司格でもあり、芳晴達の暮らす町周辺の区域責任者でもある。
彼女が、成績不振なコリンの地上勤務が解かれるという話を持ってきたことから、このゲームのストーリーは始まる。
ウィルという戦闘狂の天使と付き合っている。
江美 (LEVEL6)
芳晴と同じCDショップ「サウンド・ゼロ　東店」で働くアルバイトの女性。その正体は大鎌を難なく振るう死神のエビル。
今作ではメインキャラクターの一人として扱われており、プラクティスモードと、真相に近づいてから戦うことになるストーリーモードでは攻撃時・被ダメージ時の台詞が違う。
今回はナイト雀鬼とは違い、イビルと一緒に行動するシーンは見られず、基本的に単独で行動している模様。

### DR2ナイト雀鬼から再登場
前作での設定は『DR2ナイト雀鬼』を参照。
アレイ (LEVEL1)
今作でも最初の対戦相手となる女の子。前作でトレードマークであったプレートアーマーは着ておらず、ワンピース姿となった。
礼儀正しさと生真面目な性格は相変わらずで、ルミラの御家再興に少しでも貢献しようとしている。
たま (LEVEL2)
今作でははじめから人型をとっている猫又。前作では喋れなかったが、夏の暑さで思わず喋れるようになったらしい。
口癖は「ニャロメ」。鮎塩が大好物で断末魔にもこの名前が出すほど。
フランソワーズ (LEVEL3)
代々ルミラの家に仕える自動人形(オートマータ)。前作よりも若干身長が伸びた様子なので実は生きているのかもしれない。
自らをあくまでコンストラクトされる人形と自覚しているためか、悲観的な言動が目立つ。
メイフィア・ピクチャー (LEVEL4)
16世紀末に自分の若さを保つ為、自画像に魂を移した魔女。前作と違い、はじめから絵から抜け出しており、服装もラフな格好となっている。
中世の魔女という設定からか、大人の女を感じさせる台詞や、面倒見のいい一面も見られる。
趣味はパチンコで、仲間達が行方不明になっても一日中入り浸るほど。
イビル (LEVEL5)
青い髪が特徴の悪魔、今作では帽子はかぶっておらず、ノースリーブの服を着用している。
アレイやエビル同様、露店でアクセサリーを売って生活費を稼ぎ、家計を助けている。
蓮っ葉な口調、がさつな性格が特徴的で、たまとは仲が悪い。
エビル (LEVEL6)
赤い髪が特徴の死神。普段はCDショップ屋で江美として働いている。→参照
ルミラ・ディ・デュラル (LEVEL8)
貴族であり、名のある吸血鬼の血統を持つデュラル家の末裔ではあるが、とある事情で貧乏生活を送っており、本人も家庭教師をして家計を助けている。
ストーリーモードでは、選択肢次第で対戦を回避できる。
ショップねーちゃん
芳晴の働くCDショップの近所に一般人は入れない店を構えて、魔界特製の不思議なアイテムを販売している。店のモットーは「ないものはない」。
今作でも様々な戦闘補助アイテムを取り扱っており、アイテムパートで購入できる。

## 関連商品

### カードゲーム
Lycee
シルバーブリッツのカードゲーム、Lyceeに参戦している。収録エキスパンションは、Leaf2.0など。